# Gamajalela
Gamajalela est une ville du Botswana.